# Cầu Tam Bạc
Cầu Tam Bạc là tên của hai cây cầu (bao gồm một cầu đường sắt và một cầu đường bộ) bắc qua sông Tam Bạc tại thành phố Hải Phòng, Việt Nam.
Cầu đường sắt Tam Bạc (còn được gọi là cầu Quay) thuộc tuyến đường sắt Hà Nội - Hải Phòng, được thực dân Pháp xây dựng từ năm 1901 và hoàn thành sau một năm. Cầu bằng dầm thép, có 2 nhịp và 3 khoang thông thuyền, được dùng chung cho cả đường sắt và đường bộ. Do cầu có tĩnh không thấp nên các kỹ sư người Pháp đã thiết kế nhịp giữa cầu có thể quay ngang 90 độ, dọc theo sông mỗi khi có tàu thuyền qua lại. Năm 1951, chính quyền lâm thời Hải Phòng đổi tên cầu Quay thành cầu Hoa Lư và đến năm 1954, cầu Hoa Lư lại được đổi thành cầu Tam Bạc cho đến nay. Trong chiến tranh phá hoại miền Bắc, cầu bị quân đội Mỹ bắn phá ác liệt bằng đường không nên đã hư hỏng nặng. Sau đó, cầu được sửa chữa lại và làm cố định nên không còn quay được nữa.
Ngày 26 tháng 12 năm 2011, công trình cầu đường bộ Tam Bạc được khởi công xây dựng nhằm tách đường bộ ra khỏi cầu chung. Cầu có chiều dài 197 m, chiều rộng 12 m, kết cấu 5 nhịp dầm bê tông cốt thép ứng lực, vận tốc thiết kế đạt 50 km/h. Tĩnh không thông thuyền của cầu rộng 40 m, cao 4,75 m. Công trình có tổng mức đầu tư là 367,3 tỷ đồng, được thông xe vào ngày 27 tháng 4 năm 2013.